# Districten van Nieuw-Zeeland

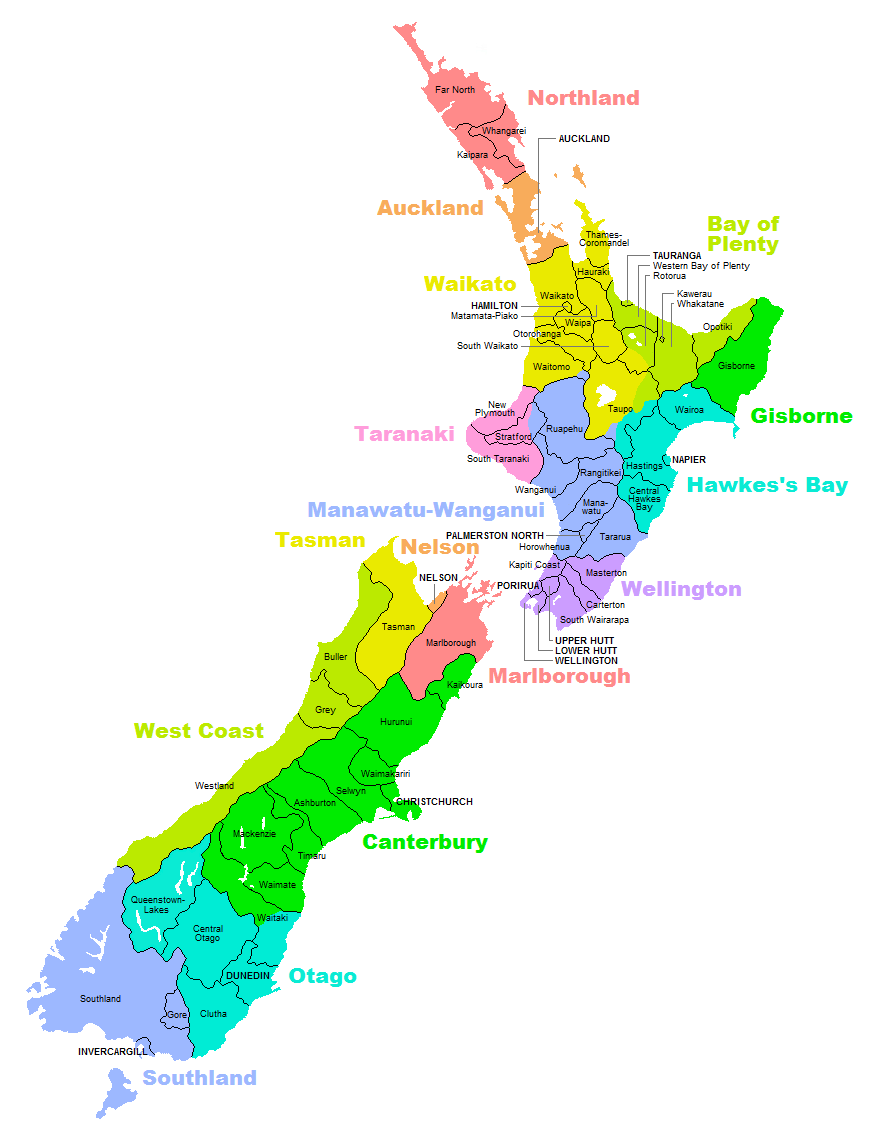
Regio's en districten van Nieuw-Zeeland

Een district in Nieuw-Zeeland is een territoriale autoriteit bestuurd door een 'District Council' en functioneert als een tweede niveau van lokaal bestuur. Ze werden gevormd in 1989 na een herindeling.

## Districten
Er zijn 53 districten (2011):
| - Ashburton - Buller - Carterton - Central Hawke's Bay - Central Otago - Clutha - Far North - Gisborne - Gore (district) - Grey - Hastings - Hauraki - Horowhenua - Hurunui - Kaikoura - Kaipara - Kapiti Coast - Kawerau - Mackenzie - Manawatu - Marlborough - Masterton - Matamata-Piako - New Plymouth - Opotiki - Otorohanga - Queenstown-Lakes | - Rangitikei - Rotorua - Ruapehu - Selwyn - South Taranaki - South Waikato - South Wairarapa - Southland - Stratford - Tararua - Tasman - Taupo - Thames-Coromandel - Timaru - Waikato - Waimakariri - Waimate - Waipa - Wairoa - Waitaki - Waitomo - Wanganui - Western Bay of Plenty - Westland - Whakatane - Whangarei |

### Opmerkingen
- Tasman, Marlborough en Gisborne worden bestuurd door councils met unitary authorities-status.
- Kaikoura werd van Nelson-Marlborough Region overgebracht naar Canterbury Region in 1992.
- Banks Peninsula werd onderdeel van Christchurch na een referendum in 2005
- Franklin, Papakura en Rodney werden opgeheven in 2010. Ze werden onderdeel van andere districten en Auckland Region.